# Pholisora catullus
Pholisora catullus är en fjärilsart som beskrevs av Fabricius 1793. Pholisora catullus ingår i släktet Pholisora och familjen tjockhuvuden. Inga underarter finns listade i Catalogue of Life.

## Bildgalleri

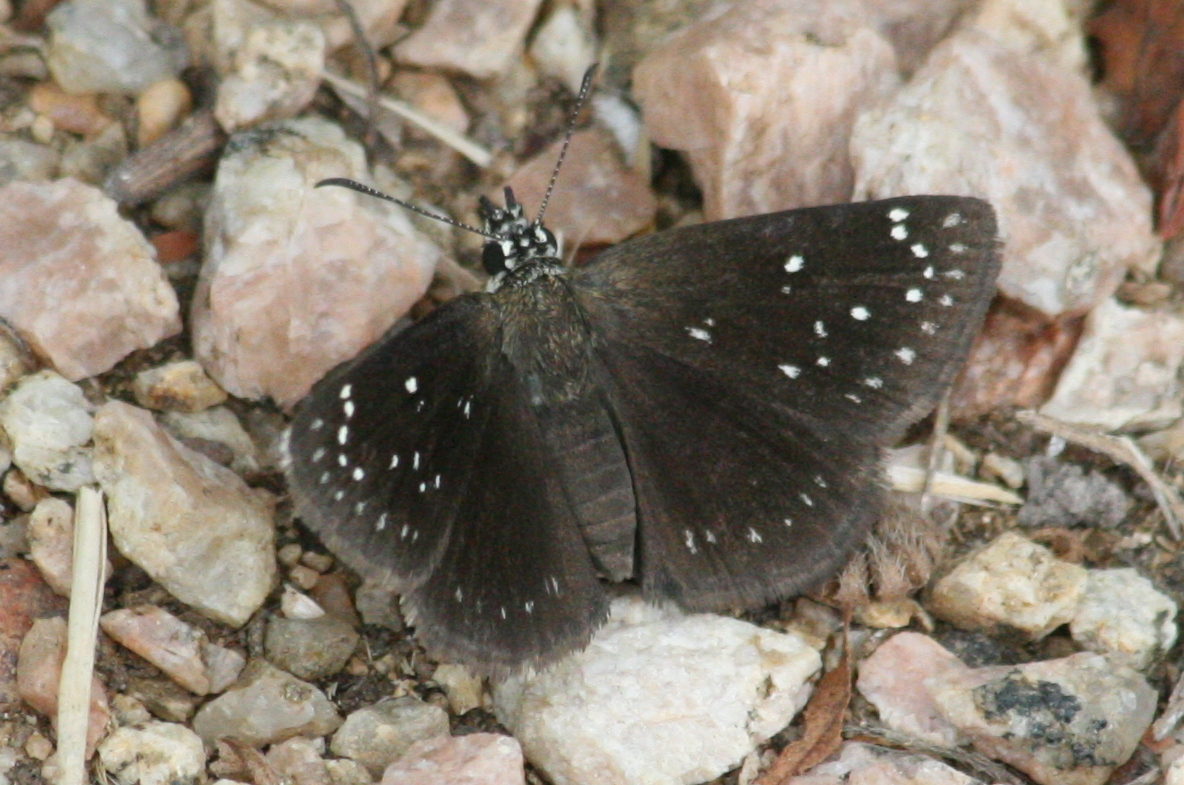